# Dragon Rapide (film)
Pour plus de détails, voir Fiche technique et Distribution.
Dragon Rapide est un film espagnol réalisé par Jaime Camino, sorti en 1986.

## Synopsis
Le film reconstitue les deux semaines ayant conduits à la guerre d'Espagne à travers des événements en Espagne, au Maroc et à Londres notamment le transfert de Francisco Franco à bord d'un avion de type Dragon Rapide.

## Fiche technique
- Titre : Dragon Rapide
- Réalisation : Jaime Camino
- Scénario : Jaime Camino et Román Gubern
- Musique : Xavier Montsalvatge
- Photographie : Juan Amorós
- Montage : Teresa Alcocer
- Production : Jaime Camino
- Société de production : Rai, Televisión Española et Tibidabo Films S.A.
- Pays :  Espagne
- Genre : Drame et historique
- Durée : 100 minutes
- Dates de sortie : 
  -  Espagne : 10 juillet 1986

## Distribution
- Juan Diego : le général Franco
- Manuel de Blas : le général Mola
- Saturno Cerra : le général Kindelán
- Eduardo MacGregor : le général Fanjul
- Ramón Durán : le général Cabanellas
- Carlos Lucena : le général Batet
- Alberto Fernández : le général Orgaz
- Jorge Bosso : le colonel Soláns
- Luis María Lasala : le général Romerales
- José María Escuer : le colonel Sáenz de Buruaga
- Laura García Lorca : Patricia[1]
- Micky Molina
- Ian Gibson: joueur de golf[2]

## Distinctions
Le film a été nommé pour cinq prix Goya et a remporté les prix de la direction artistique et des meilleurs maquillages.